# Neosisyphus astriatus
Neosisyphus astriatus är en skalbaggsart som beskrevs av Schafer och Fischer 2001. Neosisyphus astriatus ingår i släktet Neosisyphus och familjen bladhorningar. Inga underarter finns listade i Catalogue of Life.